# Kyriakos Paulou
Kyriakos Paulou (in greco: Κυριάκος Παύλου; Larnaca, 4 settembre 1986) è un ex calciatore cipriota, di ruolo centrocampista.